# Ludijski jezik
Ludijski jezik (lüüdi, luudikiel, lüüdikš, lyudikovian, lyudic, ludian, ludic; ISO 639-3: lud), finski jezik, predstavnik nekadašnje baltofinske skupine, kojim govori oko 3 000 ljudi (2007.;  5 000, 2000. Salminen), od ukupno 10 000 etničkih pripadnika Luda ili Ludijaca, naseljenih naročito oko grada Petroskoi (Petrozavodsk) na području Karelije u Rusiji.
Jedan od najpoznatijih njihovih pripadnika je jezikoslovac i pjesnik Miikul Pahomov, osnivač ludijskog društva (lüüdilaine siebr)

## Vanjske poveznice
- Ethnologue (14th)
- Ethnologue (15h)